# St. Georg (Dolní Branná)
St. Georg (tschechisch Kostel svatého Jiří) ist eine römisch-katholische Pfarrkirche in Dolní Branná (deutsch Hennersdorf, auch Unterbranna) im Okres Trutnov in Tschechien.

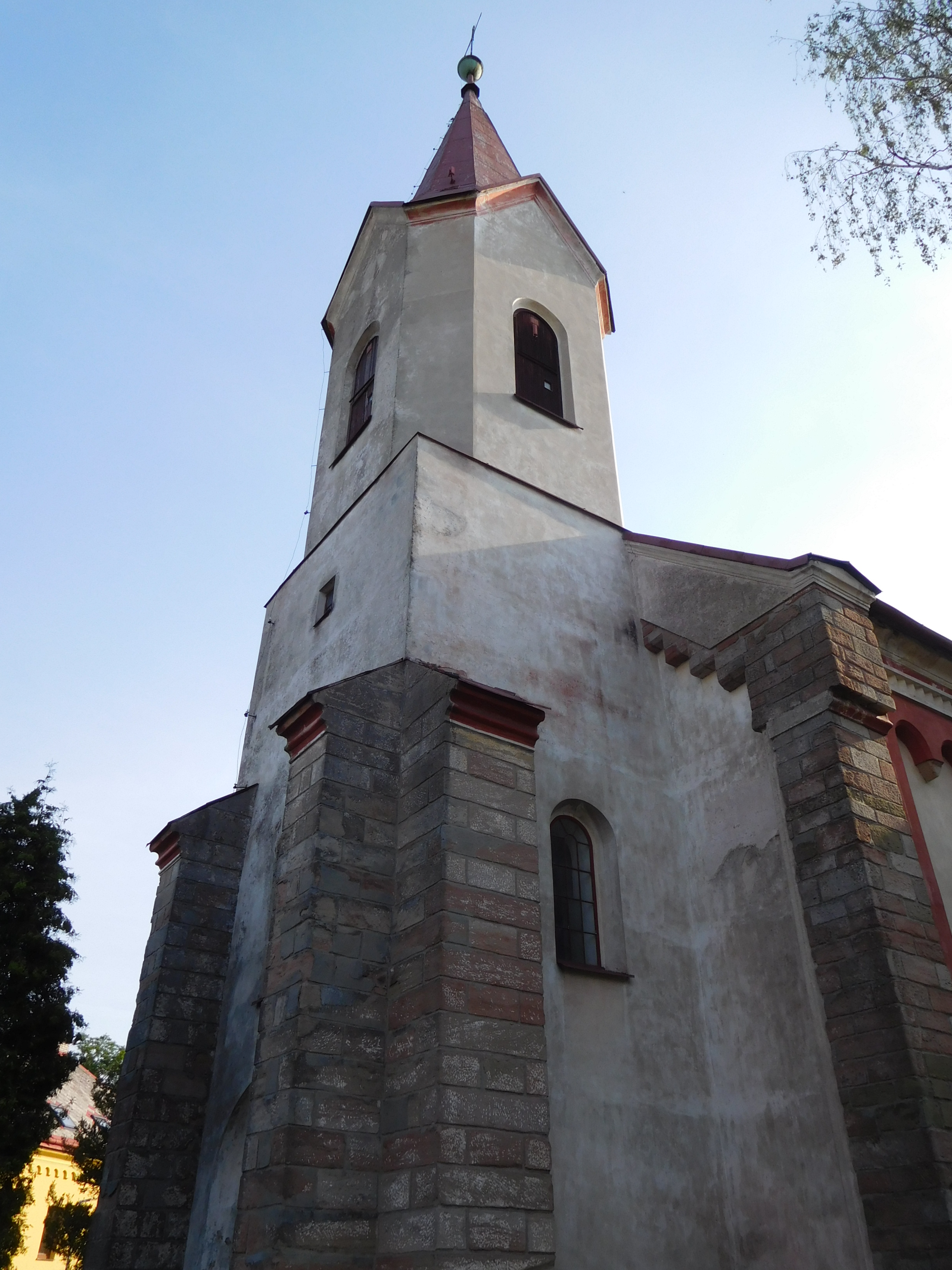
St. Georg

## Geschichte
Hennersdorf ist altes Kirchdorf aus der Zeit der hochmittelalterlichen Ostsiedlungen, im 14. Jahrhundert Brenna bzw. Brenna inferior genannt. Geistliche sind von 1357 bis nach 1398 bekannt. In der Reformationszeit war die Kirche Filiale von Langenau und Hohenelbe. Von 1624 bis 1865 gehörte die Gemeinde zu Branna und wurde dann eigene Pfarrei. Die alte Steinkirche wurde vor 1499 errichtet. 1857 wurde mit dem Umbau der alten Kirche begonnen. Die hölzerne Vorhalle wurde abgetragen, der alte Turm erhöht, die ebenerdige Sakristei und die eine Empore darüber in ein Seitenschiff umgewandelt, und nach Süden ein zweites Seitenschiff angebaut. Auch Chor und Sakristei wurden neu angebaut. Am 2. Oktober 1860 wurde die neue Kirche geweiht, 1863 das Pfarrhaus erbaut. Der alte Friedhof um die Kirche wurde aufgelassen und südlich ein neuer Friedhof angelegt.

## Bauwerk
Das Gotteshaus ist im neuromanischen Stil erbaut. Neben dem Hochaltar hat die Kirche zwei Seitenaltäre.
Die größte Glocke trägt eine tschechische Inschrift und stammt aus dem Jahr 1499. Eine zweite Glocke von 1737 und die Sanctusglocke von 1863 tragen auch lateinische Inschriften.